# The Disappearance of Our Moments
The Disappearance of Our Moments ist ein Dokumentarfilm aus dem Jahr 2025 des aus Afghanistan stammenden und in Deutschland lebenden Regisseurs Siyar Noorzad. Er zeigt das Leben einer afghanischen Flüchtlingsfamilie in der Türkei.

## Inhalt
Der Film dokumentiert das Leben der aus Afghanistan geflüchteten Familie Mohammadi in der Türkei. Der ehemalige TV-Komiker Rafi, seine Frau Sweeta und ihre drei Kinder leben in einer kleinen Wohnung. Rafi arbeitet nachts auf einer Baustelle, Sweeta tagsüber in einer Kantine. Die Eltern begegnen sich unter der Woche nicht, nur den Sonntag haben sie gemeinsam. 
Rafi teilt während einer Arbeitspause Sweeta am Telefon mit, dass er versuchen will, alleine nach Deutschland zu fliehen. Sweeta weist ihn auf die hohen Risiken hin und auf die Schwierigkeit, dass sie dann alleine für die Kinder sorgen und arbeiten müsse. Er ist optimistisch, dass die Flucht gelingen werde. Er will genug Geld sparen, damit Sweeta zwei Monate lang nicht arbeiten muss und zuhause bei den Kindern bleiben kann. Dann würde er bereits in Deutschland Arbeit gefunden haben und ihr Geld schicken. Sobald sein Asylantrag angenommen wurde, werde er sie nach Deutschland holen. 
Schließlich ist es anders gekommen. Rafi hat sich auf den Weg gemacht, aber Sweeta geht weiterhin zur Arbeit und die Kinder sind die meiste Zeit unbeaufsichtigt zuhause. Die älteste Tochter Arsenat übernimmt nach der Schule die Verantwortung für das Mittagessen. An einem Tag muss Sweeta nach der Arbeit ihren Sohn Zakaria suchen, der während eines Unwetters alleine auf einen Spielplatz gegangen ist.  
Eines Tages kehrt Rafi zu seiner Familie zurück.  

## Produktion und Veröffentlichung
Siyar Noorzad kam 2016 aus Afghanistan nach Deutschland. Er studiert Film an der Hochschule für bildende Künste Hamburg bei Robert Bramkamp und Omer Fast. The Disappearance of Our Moments ist Noorzads Langfilmdebüt und die Abschlussarbeit für seinen Bachelor. Er übernahm Regie, Buch und Produktion; Kamera und Schnitt gemeinsam mit Sami Hasib Nabizada. Für den Ton war Zahed Armani verantwortlich, für die Tongestaltung Khaled Drodgar. Es gibt keine Filmmusik, das Lied im Abspann wurde von Khaled Wardak komponiert.
Der Film feierte seine Weltpremiere am 8. Mai 2025 auf dem DOK.fest 2025 in München in der Reihe Crossing Boundaries.

## Rezeption
Jan Siebening vom DOK.fest 2025 schrieb, der Film erinnere in seiner Traumlogik an „die ganz Großen des Arthouse-Kinos“ und sei ein „beeindruckendes und reifes Debüt“.

## Auszeichnungen
The Disappearance of Our Moments ist auf dem DOK.fest 2025 für den megaherz Student Award nominiert.